# Clube Desportivo Ribeira Brava
O Clube Desportivo da Ribeira Brava é um clube português, localizado na vila da Ribeira Brava, na Região Autónoma da Madeira. O clube tem como lema "Formar atletas, mas acima de tudo formar Homens para o Futuro".

## História
8-10-1914 – Esta data é mencionada por João Adriano Ribeiro, como início do CDRB, no Livro RIBEIRA BRAVA – Subsídios para a História do Concelho.
18-10-1938 – Em alguns documentos consta como data de fundação. Nesse ano foi a primeira vez que os campeonatos nacionais de futebol da 1ª e 2ª Divisão foram organizados nos moldes atuais, anteriormente a 1938, o “campeonato” seguia um molde equivalente à Taça de Portugal.
18-10-1961 – É a data oficial da fundação do CDRB, embora o Clube já existia como coletividade desportiva muito antes desta data.
O Clube Desportivo da Ribeira Brava foi fundado em 1938, sendo oficialmente registado e publicado os seus estatutos, como instituição de utilidade publica em 1961.

## Futebol
|                   | Nº Presenças | Títulos |
| ----------------- | ------------ | ------- |
| Temporadas na 1ª  | 0            |         |
| Temporadas na 2ª  | 0            |         |
| Temporadas na 2ªB | 6            |         |
| Temporadas na 3ª  | 5            |         |
| Taça de Portugal  | -            |         |
| Taça da Liga      | 0            |         |

### Palmarés[6]
- 1ªDivisão Regional
  - Vencedor: 1992/93 e 1997/98
- Taça da Madeira
  - Vencedor: 1999/00

### Estádio
- Campo de Treino: Estádio Municipal da Ribeira Brava
- Campo para Jogos: Estádio Municipal da Ribeira Brava

## Marca do equipamento
CDT Equipamentos Desportivos